# Le Manoir de la peur (film, 1983)
Pour les articles homonymes, voir Le Manoir de la peur.
Le Manoir de la peur (House of the Long Shadows), est une comédie horrifique britannique réalisé par Pete Walker en 1983.

## Synopsis
Un écrivain américain fait un pari avec un ami et il doit écrire un roman en 24 heures dans un manoir au pays de Galles. Cependant, une fois sur les lieux, il se rend compte que le manoir n'est pas si inhabité que cela...

## Fiche technique
- Titre français : Le Manoir de la peur
- Titre original : House of the Long Shadows
- Réalisation : Pete Walker
- Scénario : Michael Armstrong (d'après le roman Seven Keys to Baldpate de Earl Derr Biggers, publié en 1913)
- Photographie : Norman G. Langley
- Production : Jenny Craven, Yoram Globus et Menahem Golan
- Musique : Richard Harvey
- Pays d'origine :  Royaume-Uni
- Format : couleur
- Durée : 100 minutes
- Genre : Horreur
- Date de sortie : 17 juin 1983

## Distribution
- Vincent Price (VF : Jean Berger) : Lionel Grisbane
- Christopher Lee : Corrigan
- Peter Cushing (VF : Henri Labussière) : Sebastian Grisbane
- Desi Arnaz Jr (VF : Edgar Givry) : Kenneth Magee
- John Carradine : Lord Grisbane
- Julie Peasgood (en) (VF : Céline Monsarrat) : Mary Norton
- Sheila Keith : Victoria Grisbane
- Richard Todd (VF : Jean-Claude Michel) : Sam Alyson
- Louise English (en) : Diane
- Richard Hunter : Andrew

## Autour du film
- A l'occasion de ce film Christopher Lee et Peter Cushing se partagent une dernière fois la même affiche. Leur collaboration commencé en 1948 dans Hamlet. Ensemble, ils ont tourné 21 films entre 1948 et 1983. Toutefois, ils ne se donnent pas la réplique ici.
- Cette œuvre est aussi le dernier film de Pete Walker.
- Adapté de l'œuvre littéraire "Seven Keys to Baldpate" de Earl Derr Biggers.